# Ha (distriktshuvudort)
Ha är en distriktshuvudort i Bhutan. Den ligger i distriktet Haa, i den västra delen av landet, 40 kilometer väster om huvudstaden Thimphu. Ha ligger 2 718 meter över havet och antalet invånare är 1 449.
Terrängen runt Ha är huvudsakligen bergig, men den allra närmaste omgivningen är kuperad. Ha ligger nere i en dal. Runt Ha är det ganska glesbefolkat, med 39 invånare per kvadratkilometer.. Närmaste större samhälle är Paro, 13,9 kilometer öster om Ha.
I omgivningarna runt Ha växer i huvudsak blandskog.